# Ruta Estatal de Nevada 318
La Ruta Estatal de Nevada 318, y abreviada SR 318 (en inglés: Nevada State Route 318) es una carretera estatal estadounidense ubicada en el estado de Nevada. La carretera inicia en el Sur desde la US 93     en Hiko hacia el Norte en la US 6     en Preston. La carretera tiene una longitud de 178,3 km (110.775 mi).

## Mantenimiento
Al igual que las autopistas interestatales, y las rutas federales y el resto de carreteras estatales, la Ruta Estatal de Nevada 318 es administrada y mantenida por el Departamento de Transporte de Nevada por sus siglas en inglés Nevada DOT.